# Catherine Beecher
Catherine Beecher, (East Hampton, 6 de setembro de 1800 — 12 de maio 
de 1878), foi uma precoce proponente de mudanças na educação para mulheres, desenvolvendo um sistema que envolvia a calistenia para seminários femininos estabelecidos em Hartford e posteriormente em Cincinnati. Seu sistema enfatizava a prática dos exercícios leves e realizados com acompanhamento musical. Posteriormente, envolveu-se na fundação de três escolas femininas, uma em Iowa, outra em Illinois e mais uma em Wisconsin. Em 1856, publicou um manual de fisiologia e calistenia desenvolvido para escolas e famílias.

## Visões e defesa da educação
Em 1841, Beecher publicou "Um Tratado sobre Economia Doméstica para o Uso de Jovens Senhoras em Casa e na Escola", um livro que discutia a subestimada importância dos papéis das mulheres na sociedade. O livro foi editado e relançado no ano seguinte em sua forma final. Catharine Beecher foi uma forte defensora da inclusão da educação física diária e desenvolveu um programa de ginástica executada com música.
Em 1831, Catharine Beecher sugeriu que os professores lessem em voz alta para os alunos as passagens de escritores com estilos elegantes, "para acostumar o ouvido à medição das frases e às peculiaridades de expressão" (Wright & Halloran, 2001, p. 215). Ela passou a fazer com que os alunos imitassem a peça lida usando palavras, estilo e formas de expressão a fim de desenvolver "um domínio pronto da linguagem e modos fáceis de expressão" (Wright & Halloran, 2001, p. 215). Em 1846, Beecher declarou que as mulheres, não os homens, deveriam educar as crianças e estabelecer escolas para treinar professores nas cidades ocidentais. Ela defendia que as jovens encontrassem um trabalho piedoso como professoras cristãs fora das grandes cidades orientais. O Conselho Nacional de Educação Popular, que foi ideia dela, treinou professores em sessões de quatro semanas em Connecticut e depois os enviou para o oeste. Ela acreditava que as mulheres tinham uma vocação superior para moldar as crianças e a sociedade.

### Visualizações sobre educação
Beecher reconheceu a responsabilidade das escolas públicas de ensinar o desenvolvimento moral, físico e intelectual das crianças. Ela promoveu a expansão e o desenvolvimento de programas de formação de professores, deduzindo que o ensino era mais importante para a sociedade do que advogados ou médicos. Beecher foi um forte defensor da inclusão da educação física diariamente e desenvolveu um programa de ginástica que era tocado com música. Ela também acreditava firmemente nos benefícios da leitura em voz alta.

### Mulheres como educadoras
Beecher acreditava que as mulheres têm qualidades inerentes que as tornam o gênero preferido como professoras. Quando os homens deixaram o ensino para se dedicar aos negócios e à indústria, ela viu o potencial inexplorado das mulheres instruídas e incentivou a educação das mulheres para preencher a necessidade crescente de professores. Ela considerava as mulheres professoras naturais, com o ensino como uma extensão de seu papel doméstico. Ela impulsionou e transformou o ensino em trabalho feminino, em vez de uma profissão na qual as mulheres poderiam se desenvolver.

## Mudanças ao longo do tempo
Em 1862, John Brinsley recomendou que os alunos analisassem e imitassem os modelos clássicos gregos e latinos, enquanto Beecher recomendava escritores ingleses (Wright & Halloran, 2001). Ambos acreditavam que a prática frequente e o estudo de autores importantes ajudavam os alunos a adquirir habilidades de escrita.
Beecher fundou a American Woman's Educational Association em 1852, uma organização focada em promover oportunidades educacionais para mulheres. Ela também fundou o Western Female Institute em Cincinnati (junto com seu pai Lyman) e a Ladies Society for Promoting Education in the West. Ela também foi fundamental no estabelecimento de faculdades para mulheres em Burlington, Iowa; Quincy, Illinois; e Milwaukee, Wisconsin.
Beecher apoiou fortemente permitir que as crianças fossem simplesmente crianças e não forçar prematuramente a idade adulta para elas. Ela acreditava que as crianças não tinham a experiência necessária para tomar decisões importantes na vida e que, para se tornarem adultos saudáveis e autossuficientes, precisavam ter permissão para se expressar livremente em um ambiente adequado para crianças. Foram essas crenças que a levaram a apoiar o sistema de jardins de infância.

### Anti-sufragista
Beecher achava que as mulheres poderiam influenciar melhor a sociedade como mães e professoras, e não queria que as mulheres fossem corrompidas pelos males da política. Ela sentiu que homens e mulheres foram colocados na terra por motivos separados e aceitou a visão de que as mulheres não deveriam se envolver na política, mas, em vez disso, ensinariam os filhos homens a serem pensadores livres e aprendizes morais e ajudariam a moldar suas idéias políticas.

## Trabalhos selecionados
- 1829: Sugestões a respeito de melhorias na educação
- 1830: Cartas sobre as dificuldades da religião (Hartford)
- 1833: Aritmética Simplificada
- 1837: Um ensaio sobre escravidão e abolicionismo com referência ao dever das mulheres americanas
- 1838: O Instrutor Moral para Escolas e Famílias: Contendo Lições sobre os Deveres da Vida(Cincinnati)
- 1842: Um Tratado sobre Economia Doméstica para o Uso de Moças em Casa e na Escola(Boston: TH Webb) online
- 1844: memórias de seu irmão, George Beecher
- 1845: O dever das mulheres americanas para com seu país
- 1846: Livro de recibos domésticos da Srta. Beecher
- 1846: Os males sofridos por mulheres e crianças americanas: as causas e o remédio
- 1850: Truth Stranger than Fiction (Boston), um relato de um infeliz caso doméstico em que alguns de seus amigos estavam envolvidos
- 1851: O verdadeiro remédio para os erros das mulheres, com a história de uma empresa tendo isso como objeto (Boston)
- 1855: Cartas ao povo sobre saúde e felicidade (Nova York)
- 1856: Fisiologia e Calistenia para Escolas e Famílias
- 1857: O senso comum aplicado à religião, um livro que contém muitos desvios marcantes da teologia calvinista
- 1860: Um apelo ao povo, como intérpretes autorizados da Bíblia
- 1864: Treinamento Religioso de Crianças na Escola, Família e Igreja
- 1869: The American Woman's Home (com Harriet Beecher Stowe ) (veja o resumo e os links para o livro aqui) (em inglês)
- 1870: Princípios da Ciência Doméstica aplicados aos Deveres e Prazeres do Lar
- 1871: A profissão da mulher como mãe e educadora, com opiniões em oposição ao sufrágio feminino (Filadélfia)
- 1873: Governanta e governanta da saúde (Nova York)
- 1874: Reminiscências e sugestões educacionais